# イングリッシュ・ウォーター・スパニエル

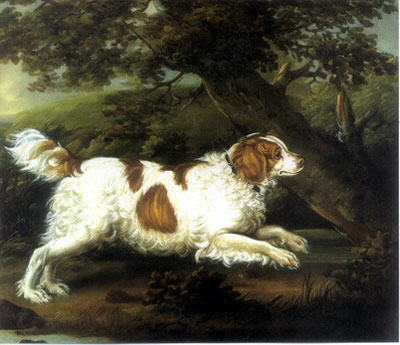
イングリッシュ・ウォーター・スパニエル

イングリッシュ・ウォーター・スパニエル（英：English Warter Spaniel）は、イギリスのイングランド原産の犬種である。単にウォーター・スパニエルと呼ばれることもあるが、多種のウォーター・スパニエルと混同するため現在はあまり使用されていない呼称である。別名はフィンダー（英：Fynder）
本種はカーリーコーテッド・レトリーバーの先祖でもある。

## 歴史
生い立ちについては記録が残されていないため、はっきりした事は分かっていない。少なくとも16世紀には犬種として存在していて、イングランドでは人気のある犬種であった。
犬種名に「スパニエル」とつくが、体のサイズと使役はレトリーバーである。猟師によって撃ち落とされた鳥を回収したり、水中に設置された網や船上から海中へ落としてしまった物の回収も行っていた。
19世紀になると本種にセント・ジョンズ・ウォーター・ドッグ（ラブラドール・レトリーバーの原種）などを交配させ、カーリーコーテッド・レトリーバーが作出された。すると本種は次第にそれに人気を奪われて仕事を取って代わられるようになり、頭数が減少した。しかし、その後もドッグショーに出るなどしておよそ百年の間生き続けた。原産国のケネルクラブに最後に登録されたのは1886年で、1893年に絶滅寸前になった。ワーキング・ドッグとして使われていた犬たちも19世紀頃に死に絶え、絶滅が確認された。

## 特徴
レトリーバータイプとスパニエルタイプの中間の犬種で、カールしていて油っぽく、水をよくはじくロングコートが一番の特徴である。このコートは二重構造になっていて厚く、断熱性が高い。毛色はホワイト・アンド・レバー。大きめの垂れ耳、サーベル形の垂れ尾にこのような飾り毛がある。泳ぐことが得意で、少しならば潜水も出来る。サイズにはラージとスモールの2タイプがあり、ラージが大型犬相当の大きさで、スモールが中型犬相当の大きさであるといわれている。性格は忠実で温和、従順で大人しい。しつけの飲み込みは早く、仕事をすることが大好きである。